# Michail Alexejewitsch Jasnow
Michail Alexejewitsch Jasnow (russisch Михаил Алексеевич Яснов; * 23. Maijul. / 5. Juni 1906greg. in Gornij, Gouvernement Moskau, Russisches Kaiserreich; † 23. Juli 1991 in Moskau) war ein sowjetischer Politiker der Kommunistischen Partei der Sowjetunion (KPdSU), der unter anderem von 1950 bis 1956 Vorsitzender des Exekutivkomitees und damit Bürgermeister von Moskau sowie zwischen 1950 und 1954 Vorsitzender des Unionssowjets des Obersten Sowjets der UdSSR war. Er war ferner von 1956 bis 1957 Vorsitzender des Ministerrates der Russischen Sozialistischen Föderativen Sowjetrepublik (RSFSR) und zuletzt zwischen 1966 und 1985 Vorsitzender des Präsidiums des Obersten Sowjets der RSFSR.

## Leben

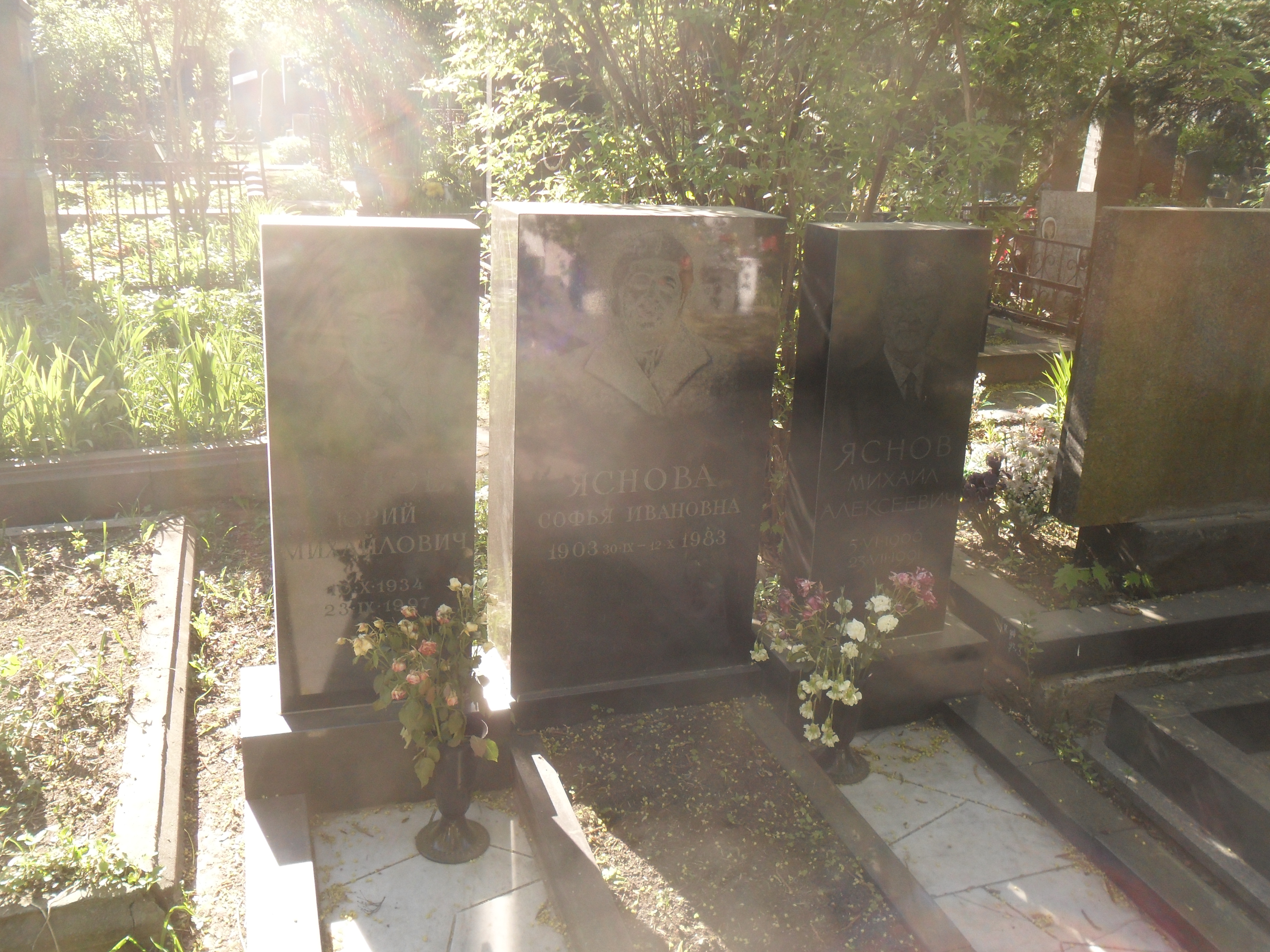
Grabstätte von Michail Alexejewitsch Jasnow auf dem Moskauer Nowodewitschi-Friedhof.

Michail Alexejewitsch Jasnow nahm nach dem Schulbesuch 1918 bereits als Zwölfjähriger eine berufliche Tätigkeit als Arbeiter auf und absolvierte zwischen 1922 und 1925 ein Studium an der Arbeiterfakultät der 1. Moskauer Staatlichen Universität. 1925 wurde er Mitglied der Kommunistischen Partei der Sowjetunion (KPdSU) und leistete zwischen 1928 und 1930 Militärdienst in der Roten Armee. Nachdem er zwischen 1930 und 1938 stellvertretender Direktor und Direktor verschiedener Unternehmen in den Bereichen Kanalisation, Böschungs- und Dammbau war, fungierte er zwischen 1938 und 1942 erst als stellvertretender Vorsitzender des Exekutivkomitees des Moskauer Stadtrats für Bauwesen und damit als Baudezernent der Hauptstadt. Anschließend war er zwischen 1942 und 1949 Erster Stellvertretender Vorsitzender des Exekutivkomitees des Moskauer Stadtrats und somit Erster Vize-Bürgermeister. Als Baudezernent und Erster Vize-Bürgermeister war er während des Deutsch-Sowjetischen Krieges (1941 bis 1945) war er einer der Anführer beim Bau und beim Notsanierungsdienst der Verteidigungsanlagen rund um Moskau.
Nachdem Jasnow von 1949 bis Januar 1950 stellvertretender Minister für Städtebau der UdSSR war, übernahm er am 18. Januar 1950 von Georgi Michailowitsch Popow das Amt als Vorsitzender des Exekutivkomitees des Moskauer Stadtrats und war als solcher bis zu seiner Ablösung durch Nikolai Iwanowitsch Bobrownikow am 2. Februar 1956 Bürgermeister von Moskau. Daneben war er als Nachfolger von Iwan Andrejewitsch Parfenow vom 12. Juni 1950 bis zu seiner Ablösung durch Alexander Petrowitsch Wolkow am 20. April 1954 auch Vorsitzender des Unionssowjets, neben dem Nationalitätensowjet eine der beiden Kammern des Obersten Sowjets der UdSSR. Auf dem XIX. Parteitag der KPdSU (5.–14. Oktober 1952) wurde er erstmals zum Mitglied des Zentralkomitees (ZK) gewählt und hatte diese Funktion nach seinen Wiederwahlen auf dem XX. Parteitag (14.–25. Februar 1956), dem XXI. Parteitag (27. Januar–5. Februar 1959), dem XXII. Parteitag (17.–31. Oktober 1961), dem XXIII. Parteitag (29. März–8. April 1966), dem XXIV. Parteitag (30. März–9. April 1971), XXV. Parteitag (24. Februar–5. März 1976) und dem XXVI. Parteitag (23. Februar–3. März 1981) 33 Jahre lang bis zum XXVII. Parteitag (25. Februar–6. März 1986) inne.
Als Nachfolger von Alexander Michailowitsch Pusanow übernahm Michail Jasnow am 24. Januar 1956 das Amt als Vorsitzender des Ministerrates der Russischen Sozialistischen Föderativen Sowjetrepublik und bekleidete dieses Amt bis zum 19. Dezember 1957, woraufhin Frol Romanowitsch Koslow seine Nachfolge antrat. Während dieser Zeit war er zwischen dem 27. Februar 1956 und dem 17. Dezember 1957 auch Mitglied des Büros des ZK der KPdSU für die RSFSR. Er fungierte vom 19. Dezember 1957 bis zum 23. Dezember 1966 als Erster Stellvertretender Vorsitzender des Ministerrats der RSFSR und war zwischen 1961 und dem 8. April 1966 noch einmal Mitglied des Büros des ZK der KPdSU für die RSFSR. Am 23. Dezember 1966 löste er Nikolai Grigorjewitsch Ignatow im Amt als Vorsitzender des Präsidiums des Obersten Sowjets der RSFSR und bekleidete damit bis zu seiner Ablösung durch Wladimir Pawlowitsch Orlow am 26. März 1985 das weitgehend repräsentative Amt des Staatspräsidenten dieser Unionsrepublik. Im März 1985 trat er in den Ruhestand.
Jasnow wurde für seine Verdienste in der Sowjetunion mehrfach ausgezeichnet und erhielt unter anderem den Held der sozialistischen Arbeit (4. Juni 1976), sieben Mal den Leninorden (6. September 1947, 4. Juni 1956, 1. Februar 1957, 4. Juno 1966, 26. August 1971, 11. Dezember 1973, 4. Juni 1976), den Rotbannerorden (2. November 1944), den Orden des Roten Banners der Arbeit (13. Juli 1940), den Orden der Völkerfreundschaft (4. Juni 1986) sowie den Orden des Roten Sterns (2. Juni 1944).